# نيد كونور
نيد كونور (بالإنجليزية: Ned Connor)‏ هو لاعب كرة قاعدة أمريكي، ولد في 1850، وتوفي في 28 يناير 1898 في فيلادلفيا في الولايات المتحدة.

## وصلات خارجية
- نيد كونور على موقعبيزبول رفرنس.كوم (الدوري الرئيسي) (الإنجليزية)